# Monmarvès
Monmarvès är en kommun i departementet Dordogne i regionen Nouvelle-Aquitaine i sydvästra Frankrike. Kommunen ligger i kantonen Issigeac som tillhör arrondissementet Bergerac. År 2022 hade Monmarvès 61 invånare.

## Befolkningsutveckling
Antalet invånare i kommunen Monmarvès
Referens:INSEE